# キプロス関係記事の一覧
キプロス関係記事の一覧（キプロスかんけいきじのいちらん）

## 歴史
- キプロス
- ローマ帝国
  - 属州
  - 東ローマ帝国
- 十字軍
  - リチャード1世 (イングランド王)
- キプロス王国
- ヴェネツィア共和国
- オスマン帝国
- ベルリン会議 (1878年)
- マカリオス3世
- キプロスの政党
- 北キプロス・トルコ共和国
- 国際連合キプロス平和維持軍
- グリーンライン (キプロス)
- タソス・パパドプロス

## 地理
- キプロス島
- 地中海
- ニコシア
- パフォス
- ラルナカ
- リマソール